# Bandebhavi, Lingsugur
Bandebhavi là một làng thuộc tehsil Lingsugur, huyện Raichur, bang Karnataka, Ấn Độ.